# Saison 4 de Dynastie (2017)
Cet article concerne le reboot de 2017. Pour la série originale de 1981, voir Saison 4 de Dynastie (1981).
 (mai 2021).
Si vous disposez d'ouvrages ou d'articles de référence ou si vous connaissez des sites web de qualité traitant du thème abordé ici, merci de compléter l'article en donnant les références utiles à sa vérifiabilité et en les liant à la section « Notes et références ».
Chronologie
Saison 3 Saison 5
Cet article présente le guide des épisodes de la quatrième saison de la série télévisée américaine Dynastie.

## Généralités

### Diffusion
- Aux États-Unis, la saison est diffusée depuis le 7 mai 2021 et s’est terminé le 8 octobre 2021 sur le réseau The CW.
- Cette saison est mise en ligne le 22 octobre 2021 sur Netflix et dans tous les pays francophones.

## Distribution

### Acteurs principaux
- Elizabeth Gillies (VF : Olivia Luccioni) : Fallon Carrington
- Daniella Alonso (VF : Barbara Beretta) : Cristal Jennings
- Elaine Hendrix (VF : Marie-Martine Bisson) : Alexis Carrington
- Rafael de La Fuente (VF : Paolo Domingo) : Samuel Josiah « Sammy Jo » Jones
- Sam Underwood (VF : Julien Allouf) : Dr Adam Carrington
- Michael Michele (VF : Géraldine Asselin) : Dominique Deveraux
- Robert Christopher Riley (VF : Jean-Baptiste Anoumon) : Michael Culhane
- Sam Adegoke (en) (VF : Namakan Koné) : Jeff Colby
- Maddison Brown (VF : Elisa Oriol) : Kirby Anders
- Adam Huber (VF : Cédric Dumond) : Jack « Liam » Ridley-Lowden
- Alan Dale (VF : Thierry Murzeau): Joseph Anders
- Grant Show (VF : Thierry Ragueneau) : Blake Carrington

### Acteurs récurrents
- Wil Traval : Père Caleb Collins
- Lachlan Buchanan : Ryan
- Ashley Day : Colin McNaughton
- Luke Cook : Oliver Noble
- David Aron Damane (en) : Leo Abbott
- Kara Royster : Eva
- Eliza Bennett : Amanda Carrington

### Invités
- Sharon Lawrence (VF : Juliette Degenne) : Laura Van Kirk
- Ken Kirby : Evan Tate
- Roxzane Mims : Granny
- Christian Ochoa : Victor Diaz
- Brian Littrell : lui-même
- Coby Ryan McLaughlin : Député Commissionner Dawkins
- Wakeema Hollis (VF : Youna Noiret) : Monica Colby
- Kelsey Scott : Martina
- Shannon Thornton : Mia
- Jesse Henderson : Nash Martinez
- Daniel Di Tomasso : Fletcher Myers
- Corbin Bleu : Blaine
- Laura Leighton (VF : Véronique Soufflet) : Corinne Simon
- Kevin Kilner : Bill North
- Stephanie Kurtzuba : Katy Lofflan
- Ramón De Ocampo : Nolan Jamison
- Daniela Lee : Jeanette
- NeNe Leakes : elle-même
- Geovanni Gopradi : Roberto "Beto" Flores
- Randy J. Goodwin : Brady Lloyd
- Jermaine L Rivers : Henry

## Épisodes

### Épisode 1:Le dîner raté
- États-Unis : 7 mai 2021 sur The CW
- reste du  : 22 octobre 2021 sur Netflix

- États-Unis : 240 000 téléspectateurs (première diffusion)

### Épisode 2:Les vœux sacrés
- États-Unis : 14 mai 2021 sur The CW
- reste du  : 22 octobre 2021 sur Netflix

- États-Unis : 250 000 téléspectateurs (première diffusion)

### Épisode 3:Lendemains difficiles
- États-Unis : 21 mai 2021 sur The CW
- reste du  : 22 octobre 2021 sur Netflix

- États-Unis : 240 000 téléspectateurs (première diffusion)

### Épisode 4:Tout le monde aime les Carrington
- États-Unis : 28 mai 2021 sur The CW
- reste du  : 22 octobre 2021 sur Netflix

- États-Unis : 190 000 téléspectateurs (première diffusion)

### Épisode 5:Espoirs et nouveaux départs
- États-Unis : 4 juin 2021 sur The CW
- reste du  : 22 octobre 2021 sur Netflix

- États-Unis : 230 000 téléspectateurs (première diffusion)

### Épisode 6:Un tête-à-tête père-fille
- États-Unis : 11 juin 2021 sur The CW
- reste du  : 22 octobre 2021 sur Netflix

- États-Unis : 250 000 téléspectateurs (première diffusion)

### Épisode 7:La fête d'anniversaire
- États-Unis : 18 juin 2021 sur The CW
- reste du  : 22 octobre 2021 sur Netflix

- États-Unis : 280 000 téléspectateurs (première diffusion)

### Épisode 8:Une vendetta malsaine
- États-Unis : 25 juin 2021 sur The CW
- reste du  : 22 octobre 2021 sur Netflix

- États-Unis : 230 000 téléspectateurs (première diffusion)

### Épisode 9:La même justice pour les riches
- États-Unis : 2 juillet 2021 sur The CW
- reste du  : 22 octobre 2021 sur Netflix

- États-Unis : 200 000 téléspectateurs (première diffusion)

### Épisode 10:Créer des souvenirs
- États-Unis : 16 juillet 2021 sur The CW
- reste du  : 22 octobre 2021 sur Netflix

- États-Unis : 260 000 téléspectateurs (première diffusion)

### Épisode 11:Tissu de mensonges
- États-Unis : 23 juillet 2021 sur The CW
- reste du  : 22 octobre 2021 sur Netflix

- États-Unis : 250 000 téléspectateurs (première diffusion)

### Épisode 12:La réalité
- États-Unis : 30 juillet 2021 sur The CW
- reste du  : 22 octobre 2021 sur Netflix

- États-Unis : 260 000 téléspectateurs (première diffusion)

### Épisode 13:Quelqu'un d'autre
- États-Unis : 6 août 2021 sur The CW
- reste du  : 22 octobre 2021 sur Netflix

- États-Unis : 250 000 téléspectateurs (première diffusion)

### Épisode 14:Pas besoin de thérapie
- États-Unis : 13 août 2021 sur The CW
- reste du  : 22 octobre 2021 sur Netflix

- États-Unis : 310 000 téléspectateurs (première diffusion)

### Épisode 15:Un appartement magnifique
- États-Unis : 20 août 2021 sur The CW
- reste du  : 22 octobre 2021 sur Netflix

- États-Unis : 280 000 téléspectateurs (première diffusion)

### Épisode 16:Déclaration de guerre
- États-Unis : 27 août 2021 sur The CW
- reste du  : 22 octobre 2021 sur Netflix

- États-Unis : 180 000 téléspectateurs (première diffusion)

### Épisode 17:À la belle étoile
- États-Unis : 3 septembre 2021 sur The CW
- reste du  : 22 octobre 2021 sur Netflix

- États-Unis : 220 000 téléspectateurs (première diffusion)

### Épisode 18:Un bon parti
- États-Unis : 10 septembre 2021 sur The CW
- reste du  : 22 octobre 2021 sur Netflix

- États-Unis : 260 000 téléspectateurs (première diffusion)

### Épisode 19:La perfection en apparence
- États-Unis : 17 septembre 2021 sur The CW
- reste du  : 22 octobre 2021 sur Netflix

- États-Unis : 250 000 téléspectateurs (première diffusion)

### Épisode 20:Sale menteur
- États-Unis : 24 septembre 2021 sur The CW
- reste du  : 22 octobre 2021 sur Netflix

- États-Unis : 300 000 téléspectateurs (première diffusion)

### Épisode 21:Affaires d'État, affaires de cœur
- États-Unis : 24 septembre 2021 sur The CW
- reste du  : 22 octobre 2021 sur Netflix

- États-Unis : 210 000 téléspectateurs (première diffusion)

### Épisode 22:Manipulations et tromperies
- États-Unis : 1er octobre 2021 sur The CW
- reste du  : 22 octobre 2021 sur Netflix

- États-Unis : 220 000 téléspectateurs (première diffusion)